# Marica Hase
Marica Hase (jap. 長谷真理香 Hase Marica; ur. 26 września 1981 w Tokio) – japońska aktorka filmów pornograficznych. Znana również jako Marica, Hase, Marika, Mirika, Marianne, Hasemari. Była pierwszą japońską gwiazdą, która została ulubienicą miesiąca magazynu „Penthouse”.

## Wczesne lata
Urodziła się i dorastała w Tokio w Japonii. Uczęszczała do liceum dla dziewcząt. Marica po raz pierwszy uprawiała seks, gdy miała 17 lat. 

## Kariera
W 2007 zadebiutowała jako fotomodelka pozująca w bikini. Po wydaniu kilku płyt DVD, w 2008 opublikowano fotoksiążkę z jej nagimi zdjęciami. 
W grudniu 2009 jak zagrała w filmie Actual Gravure Idol x AV Debut dla SOD create Studio. We wrześniu 2010 Hase była finalistą konkursu dla dorosłych wideo Soft on Demand i SOD Star Cinderella Audition. Od tego czasu wystąpiła w ponad dwustu filmach pornograficznych, w tym All Night Long 6 (2009).
31 marca 2012 Hase ogłosiła, że zamierza kontynuować karierę pornograficzną za granicą. Związała się z agencją Marka Spieglera. Pracowała dla firm Puba, Brazzers, Twistys, Kink.com, Sex-Art, Adam & Eve, Babes Network, Evil Angel, Digital Sin, Deviant Hardcore, Girlfriends Films, Reality Kings, Harmony Vision, Overboard Video, New Sensations, West Coast Productions i Wicked Pictures. 
17 listopada 2012 w Budapeszcie wzięła udział w serii Casting X Pierre’a Woodmana. W styczniu 2013 została wybrana dziewczyną miesiąca przez magazyn „Penthouse”. W lipcu 2017 była na okładce magazynu „Cheri”. 
Dla studia Kink.com brała udział w scenach BDSM, Bondage, fetyszu czy gang bang. W filmie Kink.com Everything Butt 43580 (2018) była młodą macochą Dany DeArmond. W realizacji VRHush Geisha House (2018) wystąpiła w scenie solo. W październiku 2019 trafiła na okładkę miesięcznika „Hustler”.

## Życie prywatne
W lutym 2019 ujawniła, że pod koniec 2018 zdiagnozowano u niej raka piersi. Założyła kampanię GoFundMe w celu zebrania 50 tys. dolarów na poddanie się obustronnej mastektomii i rekonstrukcji w Narodowym Centrum Medycznym Miasta Nadziei. Na swoim oficjalnym kanale YouTube publikowała informacje o swoim stanie zdrowia. 

## Nagrody
| Rok  | Nagroda          | Kategoria                             | Film           | Inni wykonawcy                                                     |
| ---- | ---------------- | ------------------------------------- | -------------- | ------------------------------------------------------------------ |
| 2018 | Spank Bank Award | Azjatycka cesarzowa roku              | –              | –                                                                  |
| 2019 | Spank Bank Award | Hrabina akrobacji                     | –              | –                                                                  |
| 2020 | Urban X Award    | Sala sławy Urban X Hall of Fame       | –              | –                                                                  |
| 2022 | AVN Award        | Najlepsza scena seksu w czwórce/orgii | Chaired (2021) | Lulu Chu, Scarlit Scandal, Mona Wales, Destiny Cruz i Oliver Flynn |